# Record del Commonwealth del nuoto
I record del Commonwealth del nuoto sono i tempi più veloci mai nuotati in una competizione da un nuotatore facente parte del Commonwealth delle nazioni.
Questi record non vanno confusi con i Record dei Giochi del Commonwealth di nuoto.
(Dati aggiornati al  22 maggio 2022)

## Vasca lunga (50m)

### Uomini
| Gara                     | Tempo    | +                | Atleta                                                                                          | Nazionalità   | Data             | Evento                  | Luogo                      | Ref    |
| ------------------------ | -------- | ---------------- | ----------------------------------------------------------------------------------------------- | ------------- | ---------------- | ----------------------- | -------------------------- | ------ |
| Stile libero             |          |                  |                                                                                                 |               |                  |                         |                            |        |
| 50 m                     | 21"11    |                  | Ben Proud                                                                                       | Gran Bretagna | 8 agosto 2018    | Campionati europei      | Glasgow, Regno Unito       |        |
| 100 m                    | 47"04    | Record oceaniano | Cameron McEvoy                                                                                  | Australia     | 11 aprile 2016   | Campionati australiani  | Adelaide, Australia        | [ 1 ]  |
| 200 m                    | 1'44"06  | Record oceaniano | Ian Thorpe                                                                                      | Australia     | 25 luglio 2001   | Campionati mondiali     | Fukuoka, Giappone          | [ 2 ]  |
| 400 m                    | 3'40"08  | Record oceaniano | Ian Thorpe                                                                                      | Australia     | 30 luglio 2002   | Giochi del Commonwealth | Manchester, Regno Unito    | [ 3 ]  |
| 800 m                    | 7'38"65  | Record oceaniano | Grant Hackett                                                                                   | Australia     | 27 luglio 2005   | Campionati mondiali     | Montréal, Canada           | [ 4 ]  |
| 1500 m                   | 14'34"56 | Record oceaniano | Grant Hackett                                                                                   | Australia     | 29 luglio 2001   | Campionati mondiali     | Fukuoka, Giappone          |        |
| Dorso                    |          |                  |                                                                                                 |               |                  |                         |                            |        |
| 50 m                     | 24"04    |                  | Liam Tancock                                                                                    | Gran Bretagna | 2 agosto 2009    | Campionati mondiali     | Roma, Italia               | [ 5 ]  |
| 100 m                    | 52"11    | Record oceaniano | Mitch Larkin                                                                                    | Australia     | 06 novembre 2015 | Coppa del Mondo         | Dubai, Emirati Arabi Uniti | [ 6 ]  |
| 200 m                    | 1'53"17  | Record oceaniano | Mitch Larkin                                                                                    | Australia     | 7 novembre 2015  | Coppa del Mondo         | Dubai, Emirati Arabi Uniti | [ 7 ]  |
| Rana                     |          |                  |                                                                                                 |               |                  |                         |                            |        |
| 50 m                     | 25"95    | sf               | Adam Peaty                                                                                      | Gran Bretagna | 25 luglio 2017   | Campionati mondiali     | Budapest, Ungheria         | [ 8 ]  |
| 100 m                    | 56"88    | sf               | Adam Peaty                                                                                      | Gran Bretagna | 21 luglio 2019   | Campionati mondiali     | Gwangju, Corea del Sud     |        |
| 200 m                    | 2'05"95  | Record mondiale  | Zac Stubblety-Cook                                                                              | Australia     | 19 maggio 2022   | Campionati australiani  | Adelaide, Australia        |        |
| Farfalla                 |          |                  |                                                                                                 |               |                  |                         |                            |        |
| 50 m                     | 22"73    | Record oceaniano | Matthew Targett                                                                                 | Australia     | 27 luglio 2009   | Campionati mondiali     | Roma, Italia               | [ 9 ]  |
| 100 m                    | 50"36    |                  | Joshua Liendo                                                                                   | Canada        | 29 marzo 2023    | Trials canadesi         | Toronto, Canada            |        |
| 200 m                    | 1'52"96  | Record africano  | Chad le Clos                                                                                    | Sudafrica     | 31 luglio 2012   | Giochi olimpici         | Londra, Regno Unito        | [ 10 ] |
| Misti                    |          |                  |                                                                                                 |               |                  |                         |                            |        |
| 200 m                    | 1'55"28  |                  | Duncan Scott                                                                                    | Gran Bretagna | 30 luglio 2021   | Giochi olimpici         | Tokyo, Giappone            |        |
| 400 m                    | 4'08"70  | Record oceaniano | Lewis Clareburt                                                                                 | Nuova Zelanda | 30 luglio 2022   | Giochi del Commonwealth | Birmingham, Regno Unito    |        |
| Staffette a stile libero |          |                  |                                                                                                 |               |                  |                         |                            |        |
| 4x100 m                  | 3'09"91  | Record oceaniano | Eamon Sullivan (47"24) Andrew Lauterstein (47"87) Ashley Callus (47"55) Matthew Targett (47"25) | Australia     | 11 agosto 2008   | Giochi olimpici         | Pechino, Cina              |        |
| 4x200 m                  | 6'58"58  | Record europeo   | Thomas Dean (1'45"72) James Guy (1'44"40) Matthew Richards (1'45"01) Duncan Scott (1'43"45)     | Gran Bretagna | 28 luglio 2021   | Giochi olimpici         | Tokyo, Giappone            |        |
| Staffetta mista          |          |                  |                                                                                                 |               |                  |                         |                            |        |
| 4x100 m                  | 3'27"51  | Record europeo   | Luke Greenbank (53"63) Adam Peaty (56"53) James Guy (50"27) Duncan Scott (47"08)                | Gran Bretagna | 1 agosto 2021    | Giochi olimpici         | Tokyo, Giappone            |        |

Legenda:  - Record del mondo;  - 
Record africano;  - Record americano;  - Record asiatico;  - Record europeo;  - Record oceaniano

Record non ottenuti in finale: (b) - batteria; (sf) - semifinale; (s) - staffetta prima frazione.

### Donne
| Gara                     | Tempo    | +                   | Atleta                                                                                                  | Nazionalità   | Data           | Evento                  | Luogo                   | Ref    |
| ------------------------ | -------- | ------------------- | --- | ------------- | -------------- | ----------------------- | ----------------------- | ------ |
| Stile libero             |          |                     | |               |                |                         |                         |        |
| 50 m                     | 23"84    | Record oceaniano    | Cate Campbell                                                                                           | Australia     | 14 aprile 2016 | Campionati australiani  | Adelaide, Australia     | [ 11 ] |
| 100 m                    | 51"96    | Record oceaniano    | Emma McKeon                                                                                             | Australia     | 30 luglio 2021 | Giochi olimpici         | Tokyo, Giappone         |        |
| 200 m                    | 1'53"09  | Record oceaniano    | Ariarne Titmus                                                                                          | Australia     | 14 giugno 2021 | Campionati australiani  | Adelaide, Australia     |        |
| 400 m                    | 3'56"08  | Record mondiale     | Summer McIntosh                                                                                         | Canada        | 28 marzo 2023  | Trials canadesi         | Toronto, Canada         |        |
| 800 m                    | 8'13"59  | Record oceaniano    | Ariarne Titmus                                                                                          | Australia     | 2 agosto 2022  | Giochi del Commonwealth | Birmingham, Regno Unito |        |
| 1500 m                   | 15'40"14 | Record oceaniano    | Lauren Boyle                                                                                            | Nuova Zelanda | 04 agosto 2015 | Campionati mondiali     | Kazan', Russia          | [ 12 ] |
| Dorso                    |          |                     | |               |                |                         |                         |        |
| 50 m                     | 27"16    | Record oceaniano    | Kaylee McKeown                                                                                          | Australia     | 16 maggio 2021 | Sydney Open             | Sydney, Australia       |        |
| 100 m dorso              | 57"45    | Record mondiale     | Kaylee McKeown                                                                                          | Australia     | 13 giugno 2021 | Campionati australiani  | Adelaide, Australia     |        |
| 200 m dorso              | 2'04"28  | Record oceaniano    | Kaylee McKeown                                                                                          | Australia     | 17 giugno 2021 | Campionati australiani  | Adelaide, Australia     |        |
| Rana                     |          |                     | |               |                |                         |                         |        |
| 50 m                     | 29"72    | Record africano     | Lara van Niekerk                                                                                        | Sudafrica     | 6 aprile 2022  | Campionati sudafricani  | Pretoria, Sudafrica     |        |
| 100 m                    | 1'04"82  | Record africano     | Tatjana Schoenmaker                                                                                     | Sudafrica     | 25 luglio 2021 | Giochi olimpici         | Tokyo, Giappone         |        |
| 200 m                    | 2'18"95  | Record mondiale     | Tatjana Schoenmaker                                                                                     | Sudafrica     | 30 luglio 2021 | Giochi olimpici         | Tokyo, Giappone         |        |
| Farfalla                 |          |                     | |               |                |                         |                         |        |
| 50 m                     | 25"20    |                     | Francesca Halsall                                                                                       | Gran Bretagna | 27 luglio 2014 | Giochi del Commonwealth | Glasgow, Regno Unito    | [ 13 ] |
| 100 m                    | 55"59    | Record panamericano | Margaret MacNeil                                                                                        | Canada        | 26 luglio 2021 | Giochi olimpici         | Tokyo, Giappone         |        |
| 200 m farfalla           | 2'03"41  | Record oceaniano    | Jessicah Schipper                                                                                       | Australia     | 30 luglio 2009 | Campionati mondiali     | Roma, Italia            | [ 14 ] |
| Misti                    |          |                     | |               |                |                         |                         |        |
| 200 m                    | 2'06"88  |                     | Siobhan-Marie O'Connor                                                                                  | Gran Bretagna | 09 agosto 2016 | Giochi olimpici         | Rio de Janeiro, Brasile | [ 15 ] |
| 400 m                    | 4'25"87  | Record mondiale     | Summer McIntosh                                                                                         | Canada        | 1 aprile 2023  | Trials canadesi         | Toronto, Canada         |        |
| Staffette a stile libero |          |                     | |               |                |                         |                         |        |
| 4x100 m                  | 3'29"69  | Record mondiale     | Bronte Campbell (53"01) Meg Harris (53"09) Emma McKeon (51"35) Cate Campbell (52"24)                    | Australia     | 25 luglio 2021 | Giochi olimpici         | Tokyo, Giappone         |        |
| 4x200 m                  | 7'39"29  | Record mondiale     | Madison Wilson (1'56"27) Kiah Melverton (1'55"40) Mollie O'Callaghan (1'54"80) Ariarne Titmus (1'52"82) | Australia     | 31 luglio 2022 | Giochi del Commonwealth | Birmingham, Regno Unito |        |
| Staffetta mista          |          |                     | |               |                |                         |                         |        |
| 4x100 m                  | 3'51"60  | Record oceaniano    | Kaylee McKeown (58"01) Chelsea Hodges (1'05"57) Emma McKeon (55"91) Cate Campbell (52"11)               | Australia     | 1 agosto 2021  | Giochi olimpici         | Tokyo, Giappone         |        |

Legenda:  - Record del mondo;  - 
Record africano;  - Record americano;  - Record asiatico;  - Record europeo;  - Record oceaniano

Record non ottenuti in finale: (b) - batteria; (sf) - semifinale; (s) - staffetta prima frazione.

### Mista
| Gara                     | Tempo   | +                | Atleta                                                                                | Nazionalità   | Data           | Evento              | Luogo                  | Ref |
| ------------------------ | ------- | ---------------- | ------------------------------------------------------------------------------------- | ------------- | -------------- | ------------------- | ---------------------- | --- |
| Staffetta a stile libero |         |                  |                                                                                       |               |                |                     |                        |     |
| 4x100 m                  | 3'19"97 | Record oceaniano | Kyle Chalmers (47"37) Clyde Lewis (48"18) Emma McKeon (52"06) Bronte Campbell (52"36) | Australia     | 27 luglio 2019 | Campionati mondiali | Gwangju, Corea del Sud |     |
| Staffetta mista          |         |                  |                                                                                       |               |                |                     |                        |     |
| 4x100 m                  | 3'37"58 | Record mondiale  | Kathleen Dawson (58"80) Adam Peaty (56"78) James Guy (50"00) Anna Hopkin (52"00)      | Gran Bretagna | 31 luglio 2021 | Giochi olimpici     | Tokyo, Giappone        |     |

Legenda:  - Record del mondo;  - 
Record africano;  - Record americano;  - Record asiatico;  - Record europeo;  - Record oceaniano

Record non ottenuti in finale: (b) - batteria; (sf) - semifinale; (s) - staffetta prima frazione.

## Vasca corta (25m)

### Uomini
| Gara                     | Tempo    | +                | Atleta                                                                                       | Nazionalità   | Data             | Evento                        | Luogo                       | Ref    |
| ------------------------ | -------- | ---------------- | -------------------------------------------------------------------------------------------- | ------------- | ---------------- | ----------------------------- | --------------------------- | ------ |
| Stile libero             |          |                  |                                                                                              |               |                  |                               |                             |        |
| 50 m                     | 20"30    | sf               | Roland Schoeman                                                                              | Sudafrica     | 8 agosto 2009    | Campionati sudafricani        | Pietermaritzburg, Sudafrica | [ 16 ] |
| 100 m                    | 44"84    | Record mondiale  | Kyle Chalmers                                                                                | Australia     | 29 ottobre 2021  | Coppa del Mondo               | Kazan', Russia              |        |
| 200 m                    | 1'40"25  |                  | Duncan Scott                                                                                 | Gran Bretagna | 22 novembre 2020 | International Swimming League | Budapest, Ungheria          |        |
| 400 m                    | 3'34"58  | Record oceaniano | Grant Hackett                                                                                | Australia     | 18 luglio 2002   | 2nd Australian Grand Prix     | Sydney, Australia           | [ 17 ] |
| 800 m                    | 7'23"42  | Record mondiale  | Grant Hackett                                                                                | Australia     | 20 luglio 2008   | Victorian Championships       | Melbourne, Australia        | [ 18 ] |
| 1500 m                   | 14'10"10 | Record oceaniano | Grant Hackett                                                                                | Australia     | 7 agosto 2001    | Campionati australiani        | Perth, Australia            | [ 19 ] |
| Dorso                    |          |                  |                                                                                              |               |                  |                               |                             |        |
| 50 m                     | 22"52    | sf               | Isaac Cooper                                                                                 | Australia     | 15 dicembre 2022 | Campionati mondiali           | Melbourne, Australia        |        |
| 100 m                    | 49"03    | s                | Mitch Larkin                                                                                 | Australia     | 28 novembre 2015 | Campionati australiani        | Sydney, Australia           | [ 20 ] |
| 200 m                    | 1'45"63  | Record mondiale  | Mitch Larkin                                                                                 | Australia     | 27 novembre 2015 | Campionati australiani        | Sydney, Australia           | [ 21 ] |
| Rana                     |          |                  |                                                                                              |               |                  |                               |                             |        |
| 50 m                     | 25"25    | Record africano  | Cameron van der Burgh                                                                        | Sudafrica     | 14 novembre 2009 | Coppa del Mondo               | Berlino, Germania           | [ 22 ] |
| 100 m                    | 55"41    |                  | Adam Peaty                                                                                   | Gran Bretagna | 22 novembre 2020 | International Swimming League | Budapest, Ungheria          |        |
| 200 m                    | 2'01"43  |                  | Michael Jameison                                                                             | Gran Bretagna | 15 dicembre 2013 | Campionati europei            | Herning, Danimarca          | [ 23 ] |
| Farfalla                 |          |                  |                                                                                              |               |                  |                               |                             |        |
| 50 m                     | 21"87    | Record africano  | Roland Schoeman                                                                              | Sudafrica     | 14 novembre 2009 | Coppa del Mondo               | Berlino, Germania           | [ 24 ] |
| 100 m                    | 48"08    | Record africano  | Chad le Clos                                                                                 | Sudafrica     | 8 dicembre 2016  | Campionati mondiali           | Windsor, Canada             | [ 25 ] |
| 200 m                    | 1'48"32  | Record africano  | Chad le Clos                                                                                 | Sudafrica     | 11 dicembre 2018 | Campionati mondiali           | Hangzhou, Cina              |        |
| Misti                    |          |                  |                                                                                              |               |                  |                               |                             |        |
| 100 m                    | 51"05    | Record africano  | Gerhardus Zandberg                                                                           | Sudafrica     | 14 novembre 2009 | Coppa del Mondo               | Berlino, Germania           | [ 26 ] |
| 200 m                    | 1'51"45  | Record africano  | Matthew Sates                                                                                | Sudafrica     | 3 ottobre 2021   | Coppa del Mondo               | Berlino, Germania           |        |
| 400 m                    | 3'57"91  | Record oceaniano | Thomas Fraser-Holmes                                                                         | Australia     | 28 novembre 2015 | Campionati australiani        | Sydney, Australia           |        |
| Staffette a stile libero |          |                  |                                                                                              |               |                  |                               |                             |        |
| 4x50 m                   | 1'23"44  | Record oceaniano | Isaac Cooper (21"25) Matthew Temple (20"75) Flynn Southam (21"10) Kyle Chalmers (20"34)      | Australia     | 15 dicembre 2022 | Campionati mondiali           | Melbourne, Australia        |        |
| 4x100 m                  | 3'04"63  | Record oceaniano | Flynn Southam (47"04) Matthew Temple (46"06) Thomas Neill (46"55) Kyle Chalmers (44"98)      | Australia     | 13 dicembre 2022 | Campionati mondiali           | Melbourne, Australia        |        |
| 4x200 m                  | 6'46"54  | Record oceaniano | Thomas Neill (1'41"50) Kyle Chalmers (1'40"35) Flynn Southam (1'41"50) Mack Horton (1'43"19) | Australia     | 16 dicembre 2022 | Campionati mondiali           | Melbourne, Australia        |        |
| Staffetta mista          |          |                  |                                                                                              |               |                  |                               |                             |        |
| 4x50 m                   | 1'30"81  | Record oceaniano | Isaac Cooper (22"66) Grayson Bell (25"92) Matthew Temple (21"75) Kyle Chalmers (20"48)       | Australia     | 17 dicembre 2022 | Campionati mondiali           | Melbourne, Australia        |        |
| 4x100 m                  | 3'18"98  | Record mondiale  | Isaac Cooper (49"46) Joshua Yong (56"55) Matthew Temple (48"34) Kyle Chalmers (44"63)        | Australia     | 18 dicembre 2022 | Campionati mondiali           | Melbourne, Australia        |        |

Legenda:  - Record del mondo;  - 
Record africano;  - Record americano;  - Record asiatico;  - Record europeo;  - Record oceaniano

Record non ottenuti in finale: (b) - batteria; (sf) - semifinale; (s) - staffetta prima frazione.

### Donne
| Gara                     | Tempo    | +                   | Atleta                                                                                              | Nazionalità   | Data                            | Evento                              | Luogo                          | Ref           |
| ------------------------ | -------- | ------------------- | --------------------------------------------------------------------------------------------------- | ------------- | ------------------------------- | ----------------------------------- | ------------------------------ | ------------- |
| Stile libero             |          |                     | |               |                                 |                                     |                                |               |
| 50 m                     | 23"04    | Record oceaniano    | Emma McKeon                                                                                         | Australia     | 17 dicembre 2022                | Campionati mondiali                 | Melbourne, Australia           |               |
| 100 m                    | 50"25    | Record mondiale     | Cate Campbell                                                                                       | Australia     | 26 ottobre 2017                 | Campionati australiani              | Adelaide, Australia            | [ 27 ]        |
| 200 m                    | 1'51"38  | Record oceaniano    | Ariarne Titmus                                                                                      | Australia     | 11 dicembre 2018                | Campionati mondiali                 | Hangzhou, Cina                 |               |
| 400 m                    | 3'52"80  | Record panamericano | Summer McIntosh                                                                                     | Canada        | 28 ottobre 2022                 | Coppa del Mondo                     | Toronto, Canada                |               |
| 800 m                    | 8'01"22  | Record oceaniano    | Lauren Boyle                                                                                        | Nuova Zelanda | 07 agosto 2013                  | Coppa del Mondo                     | Eindhoven, Paesi Bassi         | [ 28 ]        |
| 1500 m                   | 15'21"43 | Record oceaniano    | Lani Pallister                                                                                      | Australia     | 16 dicembre 2022                | Campionati mondiali                 | Melbourne, Australia           |               |
| Dorso                    |          |                     | |               |                                 |                                     |                                |               |
| 50 m                     | 25"25    | Record mondiale     | Margaret MacNeil                                                                                    | Canada        | 16 dicembre 2022                | Campionati mondiali                 | Melbourne, Australia           |               |
| 100 m                    | 54"89    | Record mondiale     | Minna Atherton                                                                                      | Australia     | 27 ottobre 2019                 | International Swimming League       | Budapest, Ungheria             |               |
| 200 m                    | 1'58"94  | Record mondiale     | Kaylee McKeown                                                                                      | Australia     | 27 novembre 2020                | Campionati australiani              | Brisbane, Australia            |               |
| Rana                     |          |                     | |               |                                 |                                     |                                |               |
| 50 m                     | 28"56    | Record panamericano | Alia Atkinson                                                                                       | Giamaica      | 6 ottobre 2018                  | Coppa del Mondo                     | Budapest, Ungheria             | [ 29 ]        |
| 100 m                    | 1'02"36  | Record mondiale     | Alia Atkinson                                                                                       | Giamaica      | 06 dicembre 2014 26 agosto 2016 | Campionati mondiali Coppa del Mondo | Doha, Qatar Chartres, Francia  | [ 30 ] [ 31 ] |
| 200 m                    | 2'15"42  | Record oceaniano    | Leisel Jones                                                                                        | Australia     | 15 novembre 2009                | Coppa del Mondo                     | Berlino, Germania              | [ 32 ]        |
| Farfalla                 |          |                     | |               |                                 |                                     |                                |               |
| 50 m                     | 24"64    |                     | Margaret MacNeil                                                                                    | Canada        | 14 dicembre 2022                | Campionati mondiali                 | Melbourne, Australia           |               |
| 100 m                    | 54"05    | Record mondiale     | Margaret MacNeil                                                                                    | Canada        | 18 dicembre 2022                | Campionati mondiali                 | Melbourne, Australia           |               |
| 200 m                    | 2'02"88  | Record oceaniano    | Ellen Gandy                                                                                         | Australia     | 25 agosto 2013                  | Campionati australiani              | Leeds, Regno Unito             | [ 33 ]        |
| Misti                    |          |                     | |               |                                 |                                     |                                |               |
| 100 m                    | 57"53    | Record oceaniano    | Alicia Coutts                                                                                       | Australia     | 10 novembre 2013                | Coppa del Mondo                     | Tokyo, Giappone                | [ 34 ]        |
| 200 m                    | 2’03"57  | Record oceaniano    | Kaylee McKeown                                                                                      | Australia     | 13 dicembre 2022                | Campionati mondiali                 | Melbourne, Australia           |               |
| 400 m                    | 4'21"49  |                     | Summer McIntosh                                                                                     | Canada        | 29 ottobre 2022                 | Coppa del Mondo                     | Toronto, Canada                |               |
| Staffette a stile libero |          |                     | |               |                                 |                                     |                                |               |
| 4x50 m                   | 1'34"23  | Record oceaniano    | Meg Harris (23"98) Madison Wilson (23"51) Mollie O'Callaghan (24"01) Emma McKeon (22"73)            | Australia     | 15 dicembre 2022                | Campionati mondiali                 | Melbourne, Australia           |               |
| 4x100 m                  | 3'25"43  | Record mondiale     | Mollie O'Callaghan (52"19) Madison Wilson (51"28) Meg Harris (52"00) Emma McKeon (49"96)            | Australia     | 13 dicembre 2022                | Campionati mondiali                 | Melbourne, Australia           |               |
| 4x200 m                  | 7'32"96  | Record panamericano | Summer McIntosh (1'54"30) Kayla Sanchez (1'52"97) Katerine Savard (1'54"01) Rebecca Smith (1'51"68) | Canada        | 20 dicembre 2021                | Campionati mondiali                 | Abu Dhabi, Emirati Arabi Uniti |               |
| Staffetta mista          |          |                     | |               |                                 |                                     |                                |               |
| 4x50 m                   | 1'44"16  |                     | Kylie Masse (25"92) Sydney Pickrem (29"89) Margaret MacNeil (24"85) Kayla Sanchez (23"50)           | Canada        | 17 dicembre 2021                | Campionati mondiali                 | Abu Dhabi, Emirati Arabi Uniti |               |
| 4x100 m                  | 3'47"36  |                     | Kylie Masse (55"76) Sydney Pickrem (1'04"97) Margaret MacNeil (55"30) Kayla Sanchez (51"33)         | Canada        | 17 dicembre 2021                | Campionati mondiali                 | Abu Dhabi, Emirati Arabi Uniti |               |

Legenda:  - Record del mondo;  - 
Record africano;  - Record americano;  - Record asiatico;  - Record europeo;  - Record oceaniano

Record non ottenuti in finale: (b) - batteria; (sf) - semifinale; (s) - staffetta prima frazione.

### Mista
| Gara                     | Tempo    | + | Atleta                                                                                  | Nazionalità | Data             | Evento              | Luogo                          | Ref |
| ------------------------ | -------- | - | --------------------------------------------------------------------------------------- | ----------- | ---------------- | ------------------- | ------------------------------ | --- |
| Staffetta a stile libero |          |   |                                                                                         |             |                  |                     |                                |     |
| 4x50 m                   | 1'28''55 |   | Joshua Liendo (20"94) Yuri Kisil (20"99) Kayla Sanchez (23"51) Margaret MacNeil (23"11) | Canada      | 17 dicembre 2021 | Campionati mondiali | Abu Dhabi, Emirati Arabi Uniti |     |
| Staffetta mista          |          |   |                                                                                         |             |                  |                     |                                |     |
| 4x50 m                   | 1'36"93  |   | Kylie Masse (25"71) Javier Acevedo (25"95) Ilya Kharun (22"12) Margaret MacNeil (23"15) | Canada      | 14 dicembre 2022 | Campionati mondiali | Melbourne, Australia           |     |

Legenda:  - Record del mondo;  - 
Record africano;  - Record americano;  - Record asiatico;  - Record europeo;  - Record oceaniano

Record non ottenuti in finale: (b) - batteria; (sf) - semifinale; (s) - staffetta prima frazione.